# طنينات
الطنينات (الاسم العلمي: Tonnoidea) هو فيلق من الرخويات يتبع رتيبة بطنيات الأرجل العالية من رتبة الصدفيات الماصة.

## فصائل
- طنية

## أجناس
- الطنة